# Jean-Michel Moreau
Jean-Michel Moreau (París, 26 de marzo de 1741–30 de noviembre de 1814) fue un pintor y grabador francés. Se le conoce también como Moreau le Jeune (el joven), en referencia a su hermano mayor Louis-Gabriel Moreau o Moreau l'Aîné (el mayor), pintor paisajista. Fue uno de los mejores ilustradores del neoclasicismo.

## Biografía

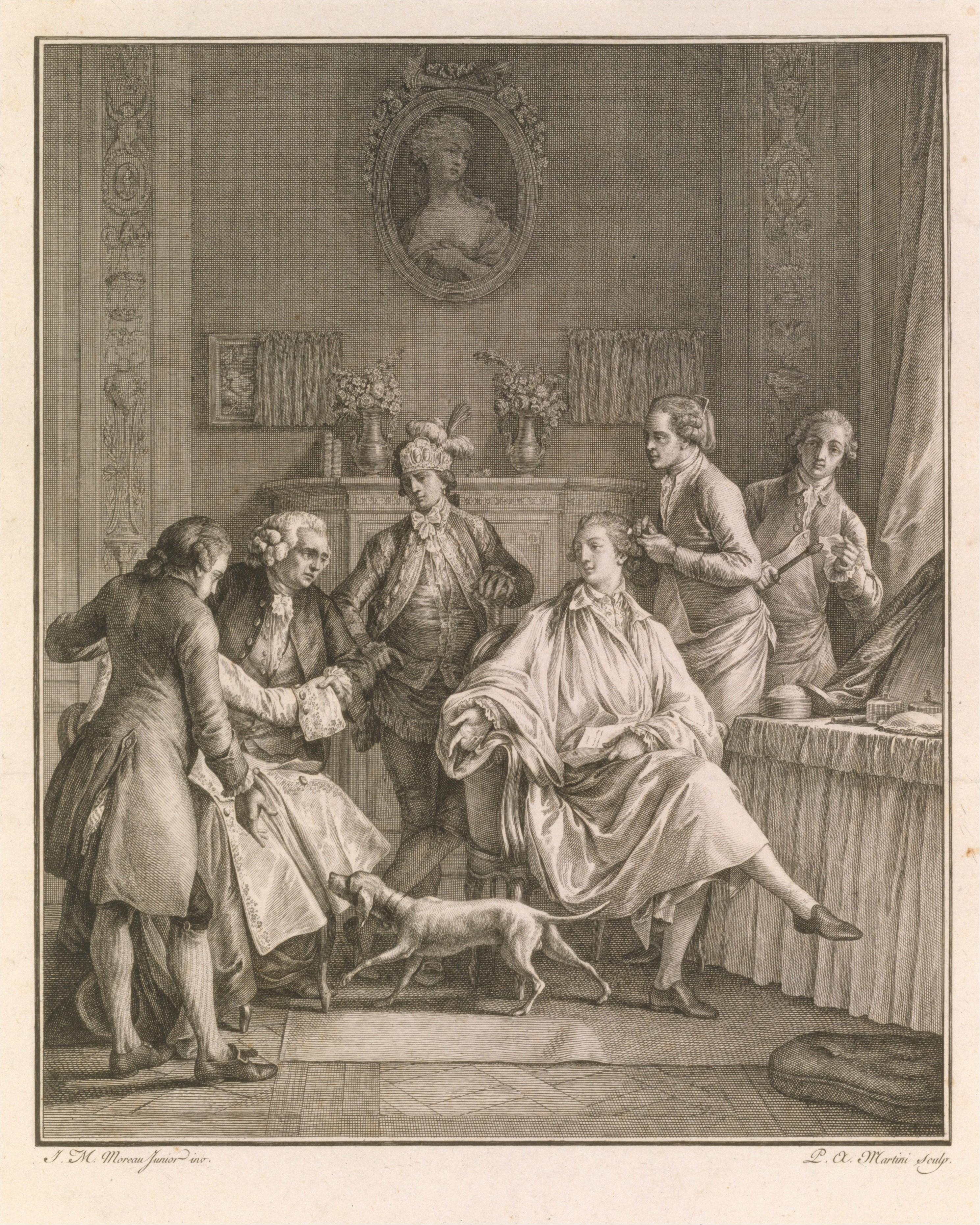
La Petite Toilette, del Monumento del Vestido (1777-1783), Museo Metropolitano de Arte, Nueva York

Fue discípulo de Louis-Joseph Le Lorrain en pintura y de Jacques-Philippe Le Bas en grabado. Se inició en la pintura, que abandonó para dedicarse al grabado y la ilustración de libros. En 1770 sucedió a Charles-Nicolas Cochin como dessinateur des menus plaisirs du roi («diseñador de los placeres del rey»). En 1781 fue nombrado grabador del Cabinet du Roi, que le comportaba una pensión y alojamiento en el palacio del Louvre. Ilustró las obras de Jean-Jacques Rousseau de 1774 a 1783, como Emilio o La nueva Eloísa. También ilustró obras de Molière, Voltaire y Jean-Benjamin de Laborde, así como Las Metamorfosis de Ovidio. Entre 1777 y 1783 publicó el Monumento del Vestido, junto a Sigmund Freudenberger. Solía trabajar con dibujos tomados del natural, mostrando la sociedad de su época con un estilo elegante y veraz, de armoniosa representación.
En 1788 ingresó en la Real Academia de Pintura y Escultura. Colaboró con el proyecto de L'Encyclopédie de Diderot y D'Alembert (1751-1772).

## Obras
- Projet d'illustration pour la Henriade de Voltaire, Musée des Beaux-Arts de Pau.
- Henri IV chez Michau, Musée des Beaux-Arts de Pau.
- Mornay arrache Henri IV à l'amour de Gabrielle, Musée des Beaux-Arts de Pau.
- Sensibilité de Henri IV, Musée des Beaux-Arts de Pau.
- Charlotte Corday dans la belle Normande, Musée Lambinet de Versalles.
- Le mort de Brutus, Musée Magnin, Dijon.
- Le Code noir.
- Les voeux accomplis.